# ブラックプールダンスフェスティバル
ブラックプールダンスフェスティバル（Blackpool Dance Festival）は世界で最も有名かつ歴史の古い社交ダンスの国際競技会であり、1920年から、イギリスのブラックプールにあるウィンター・ガーデンズのエンプレス・ボールルームで毎年開催されている。社交ダンス競技会として世界最大の規模を誇り、2013年には60カ国から2953組のカップルが参加した。
2000年代以降〜現在、同競技会は毎年5月下旬から6月上旬にかけて開催されている。

ボールルームダンス（スタンダード）、ラテンアメリカンダンス、アメリカンスムースを対象とし、成人アマチュア、プロフェッショナルカップル、フォーメーションチームのカテゴリーで全英オープン選手権が行われる。
2005年にはブリティッシュ・ライジングスターとアマチュア・ボールルーム＆ラテン・コンペティションの2つの新カテゴリーが導入された。